# Ophiothrix elegans
Ophiothrix elegans är en ormstjärneart som beskrevs av Christian Frederik Lütken 1869. Ophiothrix elegans ingår i släktet Ophiothrix och familjen Ophiothrichidae. Inga underarter finns listade i Catalogue of Life.